# Рафаил Левицки
Рафаил Сергеевич Левицки (на руски: Рафаил Сергеевич Левицкий) (роден на 24 юли [5 август] 1844 в Санкт Петербург – 29 септември 1930) е руски художник живописец, един от първите художествени фотографи, личен фотограф на Николай ІІ и императорското семейство. Принадлежи към движението на передвижниците.

## Биография
Рафаил Левицки е роден в богато аристократично семейство. Той е син на граф Сергей Левицки (1819 – 1898), един от основателите на фотографията в Русия, пионер, изобретател, новатор и портретен фотограф, първият професионален фотограф. Той се жени за Анна Василиевна Олсуфевски. Втори братовчед е на Александър Херцен (1812 – 1870), писател и видна обществена фигура.
Рафаил Левицки е и професор по изкуство и художник, фотограф, най-известен със своите портрети на семейството на Цар Николай II, последния цар на Русия. Бил е приятел на Лев Толстой.

## Живот и работа
Бащата, Сергей Лвович Левицки, е портретен фотограф, изобретател и новатор, един от първите руски фотографи изобщо. В Санкт Петербург притежава и най-старото известно фотоателие. Той е автор на няколко технически подобрения във фотографската техника. Един от първите фотографи, които използват изкуствено осветление. Многократно печели награди на международни изложби.
Едно от първите големи фотоателиета е това, което притежава и управлява Сергей Левицки. Той го основава след завръщането му от Париж на 22 октомври 1849 в Санкт Петербург. Тук са направени портретни снимки на руски художници, писатели, общественици, като например Иван Гончаров, Иван Тургенев, Лев Толстой, Александър Дружинин, Александър Николаевич Островски, направен през 1856 г. Други известни фигури с портретни снимки са Николай Некрасов, Владимир Сологуб, Фьодор Тютчев, Пьотър Вяземски, Василий Боткин, Иван Панаев, Павел Аненков, Сергей Волконски.
През 1866 г. Рафаил Левицки е приет в Имперската художествена академия, където се учи под ръководството на Павел Петрович Чистяков, заедно с бъдещите майстори на четката Иля Репин и Василий Поленов.
През 1867 г. е удостоен с два сребърни медала.

## Развитие
Първите му творби са много реалистични, а през 1880 г. става член на Передвижниците. След като пътува до Италия през 1885, 1896 и 1907, той променя стила си към импресионизъм и се развива като художник на жанрова живопис. През 1914 г. той документира силезийската офанзива на руските въоръжени сили по време на Първата световна война.
От 1884 до 1918 преподава рисуване и рисуване върху порцелан в училището на Императорското общество по изкуството.
През 1880 се присъединява към передвижниците и участва в изложбите до 1894 г.
Освен че е художник, Рафаил Левицки също е известен като фотограф. Той изучил фотографията от баща си, руския пионер на снимките Сергей Левицки, по-късно съдебен фотограф на царя.
След работен престой с баща си в Париж, те заедно откриват фотографско студио в Санкт Петербург и снимат много известни художници и високопоставени лица, но и хора от ежедневието. След смъртта на баща си Рафаил поема ролята на баща си като фотограф на царя и като такъв създава голям брой портрети. Като фотограф, той се стреми да улови чувствата и е известен като първият руски фотограф, който приближава фотографията до изкуството.
През деветдесетте години ателието е собственост на баща и син Левицки, като това име е отпечатано на гърба на снимките.
През май 1878 година той участва в Техническото общество на Русия (Русское Техническое общество), един от основателите на катедрата по фотография, като си сътрудничи с Дмитрий Менделеев и други учени и експериментира с фотография при изкуствено осветление.
След смъртта на баща си през 1898 г. Рафаил Левицки продължава семейната традиция на портретните снимки. Най-известна е снимката на царското семейство – цар Николай ІІ, императрица Александра и техните деца Олга, Татяна, Анастасия и Алексей.
Рафаил Левицки обаче поставя началото и на портретни снимки на обикновени хора и на актьори. Ателието му се намира на река Мойка, номер 30 /лятото на 1860/, а по-късно на Невски проспект, номер 28 (до 1890 г.), а на края на улица Казанская номер 3, до 1898 г. (къщата не е запазена).
Рафаил Левицки е влязал в историята като приятел на Лев Толстой и Илия Репин, които често посещавал.
Неговите писма до Василий Поленов са много художествени и дават добра представа за живота на художниците в Русия около 1900 г.
След руската революция Рафаил Левицки е принуден да затвори своето фото-студио заради миналите си отношения с царя.

## Наследството на Левицки
Размерът и значението на творчеството на Рафаил Левицки остават недостатъчно осветени, поради това, че част от неговите творби са изчезнали по време на съветската епоха. Руският държавен музей не притежава картини, рисунки и архиви от художника.
Отделни творби се намират в музея „Некрасов“ в Санкт Петербург, в Регионалния музей за изящни изкуства в Ставропол, в Чуванския държавен художествен музей и в Третяковската галерия.
Днес най-голямата колекция от произведения на Рафаил Левицки е частната колекция на Di Rocco Wieler, Торонто, Канада. Личните писма на художника са богат източник за творческия живот в края на ХІХ век.